# Troia (film)
Troia (titlul original în engleză Troy) este un film epic american de aventură și război, scris de David Benioff, regizat de Wolfgang Petersen și co-produs de filiale din Malta, Mexic și Marea Britanie ale Studiourilor Shepperton. Filmul prezintă o distribuție de ansamblu, din care fac parte Brad Pitt, Eric Bana și Orlando Bloom. Are la bază opera Iliada a lui Homer, cu toate că filmul arată întreaga istorie a Războiului Troian, nu numai divergența dintre Ahile și Agamemnon din anul a nouălea. Ahile își conduce Mirmidonii împreună cu restul armatei grecești în invadarea cetății Troia, apărată de armata troiană condusă de Hector. Sfârșitul filmului (distrugerea Troiei) nu este preluat din Iliada, ci mai degrabă din opera Eneida a lui Virgiliu, deoarece Iliada se termină odată cu moartea și înmormântarea lui Hector.
Troia a încasat peste 497 milioane de dolari internațional, fiind temporar pe locul 60 în ierarhia filmelor cu cele mai mari încasări din toate timpurile. Filmul a fost primit cu reacții mixte și a avut o nominalizare la Premiul Oscar pentru cele mai bune costume. A fost al optulea film cu cele mai mari încasări din anul 2004.

## Sinopsis
Filmul începe cu armata regelui Agamemnon din Micene, pregătită de lupta împotriva trupelor lui Triopas din Tesalia. Bătălia este evitată datorită mărețului războinic Ahile, care îl învinge pe campionul Tesaliei, Boagrius, într-o luptă corp-la-corp, forțând Tesalia să se alăture alianței șubrede a lui Agamemnon, formată din toate regatele grecești. Între timp, prințul Hector din Troia și fratele său mai mic, Paris, negociază un tratat de pace cu Menelau, regele Spartei. Cu toate acestea, Paris are o relație secretă cu soția lui Menelau, regina Elena, și o aduce în secret la bordul vasului care îi duce pe cei doi înapoi acasă. Hector este furios la descoperirea ei. La aflarea veștii, Menelau se întâlnește cu Agamemnon, fratele său mai mare, și îi cere ajutorul în cucerirea Troiei. Agamemnon, care voia să cucerească Troia de mult timp, acceptă, de vreme ce acest lucru îi va garanta controlul în Marea Egee. La sfatul regelui Nestor, Agamemnon îl roagă pe Odiseu, rege al Itacăi, să-l convingă pe Ahile să li se alăture. Ahile, care nu îl suportă pe Agamemnon, refuză inițial, dar se răzgândește atunci când mama sa, Tetis, îi spune că, cu toate că va muri, va fi preamărit pe vecie.
În Troia, regele Priam este uimit când o vede pe Elena împreună cu Hector și Paris, dar o primește ca oaspete și decide să se pregătească de război cu grecii. Aceștia ajung la puțin timp după și cuceresc plaja Troiei, în mare parte cu ajutorul lui Ahile și a Mirmidonilor săi, printre ei aflându-se și verișorul lui Ahile, Patrocle. Ahile distruge templul lui Apollo, dar le permite lui Hector și soldaților troieni supraviețuitori să se întoarcă în cetate. Ahile o ia pe Briseis, preoteasă și verișoară a lui Paris și Hector, ca și pradă de război, dar este furios când Agamemnon o batjocorește în fața lui, și îi spune că nu-l va ajuta la cucerirea Troiei.
Armatele din Troia și Grecia se întâlnesc în afara zidurilor cetății. Datorită unui înțelegeri, Paris se oferă să se dueleze personal cu Menelau pentru mâna Elenei și pentru a cruța Troia. Agamemnon, hotărât să cucerească orașul indiferent de rezultat, acceptă. Menelau îl rănește pe Paris și aproape îl omoară, dar el însuși este omorât de Hector. În bătălia ulterioară, mare parte din armata lui Agamemnon este ucisă de arcașii Troiei, iar Hector îl omoară pe Aiax. La insistențele lui Odiseu, Agamemnon dă ordinul de retragere. Pentru a le ridica moralul soldaților greci, el le-o lasă pe Briseis pentru amuzament. Când este amenințată cu violul, ea este salvată de Ahile. Cei doi se îndrăgostesc, iar Ahile decide că războiul este o cauză pierdută. Hotărăște să părăsească Troia de dimineață.
În ciuda obiecțiilor lui Hector, Priam îi cere să îi izgonească pe greci la noapte și să recapete controlul asupra plajei Troiei. Atacul îi unește pe greci și mirmidoni, care intră în luptă. Hector se duelează personal cu cineva despre care crede că ar fi Ahile și îi taie gâtul, doar pentru a descoperi ulterior că victima era de fapt Patrocle. Devastat, armatele încetează lupta pentru o zi. Ahile află de moartea verișorului său și jură răzbunare. Știind de venirea sa, Hector o conduce pe soția sa, Andromaca, spre un tunel secret de sub Troia și îi spune să-l aducă acolo pe copilul lor și pe orice supraviețuitor al Troiei, în caz că el va pieri și orașul va fi distrus.
A doua zi, Ahile ajunge în fața Troiei și cere ca Hector să iasă afară. Cei doi se luptă și par egali până la un moment dat, după care Ahile îl învinge și îl omoară, târându-i corpul până pe plaja Troiei, răcindu-și relația cu Briseis. Deghizat, Priam se furișează în tabăra grecească și se întâlnește cu Ahile, pe care îl imploră să-l lase să-i ia corpul lui Hector înapoi în Troia pentru a-l înmormânta cum se cuvine. Având remușcări față de ce a făcut, Ahile îi permite lui Briseis să se întoarcă în Troia cu Priam, promițându-i regelui un armistițiu de douăsprezece zile pentru ca ritualul înmormântării să fie ținut cum se cuvine. El le spune soldaților săi să se întoarcă acasă fără el, deoarece trebuie să lupte în această bătălie de unul singur.
Agamemnon se înfurie auzind ce a făcut Ahile și decide că va cuceri Troia cu orice preț. Îngrijorat că Agamemnon îi va duce spre pierzanie pe greci, Odiseu concepe un plan pentru a ajunge în oraș: îi pune pe greci să construiască un cal de lemn uriaș din lemnul bărcilor lor și să abandoneze plaja Troiei, ascunzând bărcile rămase într-o peșteră din apropiere. La ordinul lui Priam, calul este adus în cetate. Un cercetaș al Troiei găsește bărcile ascunse din peșteră, dar este omorât de greci înainte de a putea să-i alerteze pe troieni. În acea noapte, grecii ascunși în cal ies la iveală și deschid porțile orașului pentru armata grecească, începând asediul Troiei. În timp ce Andromaca și Elena îi conduc pe supraviețuitori prin tunel, Paris îi dă Sabia Troiei lui Enea, spunându-i să-i protejeze pe troieni și să le găsească o nouă casă. Glaucus este omorât de Odiseu. Agamemnon îl omoară pe Priam, după care o găsește pe Briseis, care îl omoară. Paris, căutând să își răzbune fratele, îl lovește cu o săgeată pe Ahile în călcâi. Troianul îl mai lovește pe Ahile de câteva ori până ce acesta se prăbușește. Înainte de a muri, Ahile își ia rămas-bun de la Briseis, după care o privește cum pleacă cu Paris. 
Cu Troia cucerită, Odiseu îl incinerează personal pe Ahile, în timp ce troienii supraviețuitori se îndreaptă spre Muntele Ida.

## Distribuție
- Brad Pitt în rolul lui Ahile
- Eric Bana în rolul lui Hector
- Orlando Bloom în rolul lui Paris
- Diane Kruger în rolul Elenei
- Brian Cox în rolul lui Agamemnon
- Peter O'Toole în rolul lui Priam
- Rose Byrne în rolul lui Briseis
- Saffron Burrows în rolul Andromacăi
- Brendan Gleeson în rolul lui Menelau
- Sean Bean în rolul lui Odiseu
- Julian Glover în rolul lui Triopas
- James Cosmo în rolul lui Glaucus
- John Shrapnel în rolul lui Nestor
- Julie Christie în rolul lui Thetis
- Garrett Hedlund în rolul lui Patrocle
- Vincent Regan în rolul lui Eudorus
- Trevor Eve în rolul lui Velior
- Tyler Mane în rolul lui Aiax
- Nathan Jones în rolul lui Boagrius
- Frankie Fitzgerald în rolul lui Enea
- Nigel Terry în rolul lui Arheptolemus
- Ken Bones în rolul lui Hippasus
- Jacob Smith în rolul băiatului mesager

## Producția
Orașul Troia a fost construit în Marea Mediterană, pe insula Malta, între aprilie și iunie 2003. Alte scene importante au fost turnate la Mellieħa, un oraș mic din nordul Maltei, și pe insula Comino. Zidurile exterioare ale Troiei au fost construite și filmate la Cabo San Lucas, Mexic. Producția filmului a fost întreruptă o perioadă, după ce uraganul Marty a afectat zonele de filmare. Rolul lui Briseis a fost oferit inițial actriței bollywoodiene Aishwarya Rai, dar ea a refuzat deoarece nu se simțea confortabil pentru filmarea scenelor de dragoste incluse. Rolul a ajuns în cele din urmă la Rose Byrne.

## Muzica
Compozitorul Gabriel Yared a lucrat inițial la coloana sonoră a filmului timp de un an, fiind angajat de regizorul Wolfgang Petersen. Tanja Carovska a furnizat vocalize pe anumite porțiuni ale filmului, vocalize care au fost păstrate și în coloană sonoră ulterioară a lui James Horner. Cu toate acestea, reacțiile primite la o ecranizare timpurie au fost negative, iar în mai puțin de o zi, Yared a fost concediat, fără a mai primi șansa de a-și repara sau schimba muzica. James Horner a compus o coloană sonoră în aproximativ patru săptămâni. El a folosit vocalizele Carovskăi și a inclus muzică tradițională est-mediteraneană și instrumente de suflat din alamă. Horner a colaborat și cu cantautorul american Josh Groban și poeta lirică Cynthia Weil pentru a scrie o piesă originală pentru creditele de final ale filmului. Produsul acestei colaborări, "Remember" a fost interpretat de Groban și Carovska.
Coloana sonoră a filmului a fost lansată pe 11 mai 2004, prin Reprise Records.

## Director's cut – Viziunea regizorului
Troy: Director's Cut a avut premiera la ediția 57 a Berlinalei pe 17 februarie 2007 și a avut parte de o lansare limitată în Germania în aprilie 2007. Conform datelor, Warner Home Video a cheltuit peste 1 milion $ pentru varianta director's cut, care include "cel puțin 1.000 de noi duble" sau aproape 30 minute de material suplimentar (cu o durată nouă de 196 minute). DVD-ul a fost lansat pe 18 septembrie 2007 în SUA. Coloana sonoră a fost schimbată drastic, multe dintre vocalizele feminine fiind eliminate. O adăugire la coloana sonoră este folosirea temei muzicale de la Planeta maimuțelor a lui Danny Elfman, în timpul scenei importante de luptă dintre Hector și Ahile, în fața Porților Troiei.
Anumite cadre au fost remontate sau extinse. De exemplu, scena de dragoste dintre Elena și Paris a fost reîncadrată pentru a include mai multă nuditate cu Diane Kruger. Scena de dragoste dintre Ahile și Briseis a fost și ea extinsă. Doar o scenă a fost eliminată: cea unde Elena îi îngrijește rănile lui Paris. Scenele de luptă au fost și ele extinse, arătându-se mai mult din carnajul lui Aiax asupra troienilor în timpul primului atac al armatei grecești. Poate cea mai importantă este scena distrugerii Troiei, abia prezentă în varianta pentru cinematografe, dar arătată complet în această variantă, în care soldați violează femei și omoară copii. Personajelor le-a fost dat mai mult timp pentru a se dezvolta, în special lui Priam și lui Odiseu, ultimul dintre ei având o scenă jovială de introducere. În cele din urmă, au fost adăugate și scene-simbol: începutul fiind cu câinele unui soldat care își găsește stăpânul mort, iar sfârșitul conține o secvență în care troienii supraviețuitori călătoresc spre Muntele Ida conduși de Aeneas. Într-un comentariu de secvență, scenaristul filmului, David Benioff, a spus că, atunci când a intervenit discuția dacă să se urmărească firul narativ din Iliada sau să se facă ceea ce este mai bine pentru film, s-a ales imediat a doua variantă.

## Recepție

### Performanța comercială
La terminarea filmului, costurile producției erau de aproximativ 185 milioane $. Acest lucru a plasat Troia pe lista celor mai costisitoare filme. A avut premiera în afara competiției de la Cannes 2004.
Troia a câștigat 133.378.256 $ în Statele Unite. Peste 73% din încasările filmului au venit din afara Statelor Unite. În cele din urmă, Troia a ajuns la un box office internațional de peste 497 de milioane $, fiind temporar pe locul 60 în topul filmelor cu cele mai mari încasări din toate timpurile. A fost al optulea film cu cele mai mari încasări din anul 2004 și este în topul 250 al filmelor cu cele mai mari încasări din toate timpurile.

### Reacția criticilor
Troia a fost primit cu recenzii mixte. Pe Rotten Tomatoes, filmul are un rating de 54%, bazat pe 228 de recenzii. Conform site-ului, filmul conține "Un spectacol distractiv și musculos, dar fără rezonanță emoțională." Pe Metacritic, filmul are un scor de 56/100, bazat pe 43 de recenzii, indicând "recenzii mixte sau mediocre".
Roger Ebert i-a acordat filmului 2/4 stele. "Pitt este modern, nuanțat, introspectiv; el aduce complexitate unui rol care nu cere asta."

## Distincții
| Anul | Premiul                                | Categoria                                                                            | Rezultatul   |
| ---- | -------------------------------------- | ------------------------------------------------------------------------------------ | ------------ |
| 2005 | Premiile Oscar                         | Cele mai bune costume - Bob Ringwood                                                 | Nominalizare |
| 2008 | Academia de filme SF, Fantasy & Horror | Viziunea regizorului: Ultimate Collector's Edition                                   | Nominalizare |
| 2005 | Premiile de film și TV ASCAP           | Cele mai bune filme de box office - James Horner                                     | Câștigat     |
| 2005 | Premiile Academiei Japoneze            | Cel mai bun film străin                                                              | Nominalizare |
| 2004 | Premiile Golden Schmoes                | Cea mai mare dezamăgire a anului                                                     | Nominalizare |
| 2004 | Premiile Golden Schmoes                | Cea mai bună scenă de acțiune (Hector vs Ahile)                                      | Nominalizare |
| 2004 | Golden Trailer Awards                  | Cea mai bună muzică                                                                  | Nominalizare |
| 2004 | Golden Trailer Awards                  | Blockbusterul verii 2004 (pentru "Greatest War")                                     | Nominalizare |
| 2005 | Harry Awards                           | Filme care au contribuit la înțelegerea și aprecierea istoriei din partea publicului | Nominalizare |
| 2004 | Irish Film and Television Awards       | Cel mai bun actor într-un rol secundar de Film/TV - Peter O'Toole                    | Câștigat     |
| 2005 | London Critics Circle Film Awards      | Cel mai bun actor britanic într-un rol secundar - Brian Cox                          | Nominalizare |
| 2005 | Motion Picture Sound Editors           | Cel mai bun mixaj de sunet într-o producție străină                                  | Nominalizare |
| 2005 | MTV Movie Awards                       | Cel mai bun actor - Brad Pitt                                                        | Nominalizare |
| 2005 | MTV Movie Awards                       | Cea mai bună luptă - Brad Pitt, Eric Bana                                            | Nominalizare |
| 2004 | Teen Choice Awards                     | Cel mai bun actor într-un film de acțiune - Brad Pitt                                | Câștigat     |
| 2004 | Teen Choice Awards                     | Cel mai bun film de acțiune                                                          | Nominalizare |
| 2004 | Teen Choice Awards                     | Cel mai bun actor într-un film de acțiune - Orlando Bloom                            | Nominalizare |
| 2004 | Teen Choice Awards                     | Cea mai bună secvență de acțiune/luptă                                               | Nominalizare |
| 2004 | Teen Choice Awards                     | Cel mai bun actor nou-venit - Garrett Hedlund                                        | Nominalizare |
| 2005 | Visual Effects Society Awards          | Cele mai bune efecte vizuale speciale                                                | Nominalizare |
| 2004 | World Soundtrack Awards                | Cea mai bună piesă originală ("Remember Me")                                         | Nominalizare |
| 2005 | World Stunt Awards                     | Cea mai bună luptă                                                                   | Nominalizare |
| 2005 | World Stunt Awards                     | Cel mai bun cascador și/sau regizor secund - Simon Crane                             | Nominalizare |

## Lectură ulterioară
- Petersen, Daniel (2006). Troja: Embedded im Troianischen Krieg (Troy: Embedded in the Trojan War). HörGut! Verlag. ISBN 3-938230-99-1.
- Winkler, Martin M. (2006). Troy: From Homer's Iliad to Hollywood Epic Arhivat în 26 septembrie 2007, la Wayback Machine.. Blackwell Publishing. ISBN 1-4051-3183-7.
- Proch, Celina/Kleu, Michael (2013). Models of Maculinities in Troy: Achilles, Hector and Their Female Partners, in: A.-B. Renger/J. Solomon (edd.): Ancient Worlds in Film and Television. Gender and Politics, Brill, pp. 175–193, ISBN 9789004183209.